# Фатальное истребление
«Фата́льное истребле́ние» (англ. Fatal Termination, иер. трад. 赤色大風暴, упр. 赤色大风暴, кант.-рус.: Чхик сик тай фун поу или иер. трад. 平凡英雄, кант.-рус.: Пхин фань ин хун) — гонконгский драматический боевик и триллер 1990 года, снятый Эндрю Камом по сценарию Лэй Маньчхоя и Пхан Чимина. В главных ролях Рэй Лёй, Мун Ли, Филлип Коу и Чён Читак.

## Сюжет
Когда полицейскому из политотдела Джимми Лэю поручено расследовать дело о контрабанде оружия и боеприпасов, первое подозрение падает на заведующего таможенного склада аэропорта Миу Чаньфаня, которого Джимми считает сообщником контрабандистов. После отстранения от должности Чаньфаня убивают на глазах у его сестры Ют и её мужа Чона, также сотрудников таможни. Расследование убийства выводит Чона на криминального авторитета Коу Мокфу, который сделал это по наводке начальника таможни Вай Луна, узнавшего, что Чаньфань обладает информацией о контрабандистах. Чону удаётся завладеть контейнерами с контрабандой, но Коу Мокфу берёт в заложники его жену и дочь. Впоследствии Мокфу убивает его дочь, из-за чего он с женой отправляется мстить бандиту, а также его сообщнику Вай Луну.

## В ролях
| Актёр       | Роль         |
| ----------- | ------------ |
| Рэй Лёй     | Чон          |
| Мун Ли      | Ют           |
| Филлип Коу  | Коу Мокфу    |
| Чён Читак   | Дьяволёнок   |
| Саймон Ям   | Джимми Лэй   |
| Миу Кхиувай | Миу Чаньфань |
| Робин Шу    | Вай Лун      |

## Кассовые сборы
Фильм находился в кинотеатральном прокате Гонконга с 3 по 8 марта 1990 года. По результатам шести дней показов сумма сборов составила 2 498 687 гонконгских долларов.

## Оценки кинокритиков
Джон Чарльз в своей книге, посвящённой рецензиям на гонконгские кинофильмы, The Hong Kong Filmography, 1977-1997: A Reference Guide to 1,100 Films Produced by British Hong Kong Studios, оценивает «Фатальное истребление» в 7 баллов из 10. Борис Хохлов на сайте hkcinema.ru ставит аналогичную оценку, отмечая, что фильм выходит за рамки «стандартного боевика начала 90-х».